# Clube dos Trinta
Clube dos Trinta, (Club des Trente, em francês) foi a designação do órgão directivo de um autodenominado movimento patriota constituído no início de 1788, que conspirou contra Jacques Necker, ministro das finanças de Luís XVI, e que veio a ter um papel importante no desenrolar da Revolução francesa.
Integraram este Clube, desde o início, o duque de Montmorency-Luxembourg, Talleyrand (bispo de Autun), duque de Biron, bispo Louis (conselheiro no Parlamento), Trudaine (conselheiro no Parlamento), marechal Beauveau, marquês Condorcet, bispo Sieyès, visconde de Noailles, Dupont de Nemours, Freteau, Lepeletier Saint-Fargeau, Mirabeau, La Fayette, Target, Lacretelle, conde de Castellane, e Duport. As reuniões faziam-se aos domingos, terças e sextas-feiras, entre as 17h e as 22h, na casa de Duport, só podendo ser admitidos novos membros por voto unânime dos presentes. Segundo o testemunho do duque de Montmorency-Luxembourg, este clube "desprezava Necker mas via-o como um manequim necessário para agitar a população, levando-a à efervescência".
Deste "Clube dos Trinta" terão saído muitos dos panfletos e brochuras que inflamaram os espíritos contra o ancien régime nas vésperas da Revolução francesa. Alguns desses panfletos ficaram famosos. Por exemplo em Anjou, o que foi preparado por Larévelliere-Lépeaux (sob a máscara de um trabalhador); o de Rabaud-Saint-Etienne em Nimes; o do futuro braço direito de Robespierre, Anthoine, distribuido na região de Metz; o de Maurius Bourgeois, membro da loja "La Frenchise" de Chartres; o famoso Charges d'un bon citoyen de la campagne emitido pelo comité Baco-Cottin na região de Nantes; em Châlons-sur-Marne, as "memórias" dos notários Delacourt e Billy; e a muito célebre brochura do bispo Sieyès, Qu'est-ce que le Tiers-État?, distribuida em toda a França. O dinheiro não faltava, muito do qual fornecido pelo duque de Orleans.